# 張承祚
張承祚（？年—？年），字懋德，河南汝寧府光山縣人。明朝政治人物，嘉靖進士。

## 生平
嘉靖元年（1522年）壬午科河南鄉試第六十四名舉人，五年（1526年）丙戌科二甲八十二名進士。歷戶部郎中。曾分管遼東糧務。嘉靖十三年（1534年）出爲山西太原府知府。嘉靖十七年（1538年），陞天津兵備副使。嘉靖十八年（1539年），世宗南巡，入河南境，抵達裕州，供具不給。於是河南參政張思聰、副使胡廷祿、陳逅、南陽知府王維垣皆下詔獄，黜為民。世宗下旨，嚴責負責此事之行在兵部掌都察院事王廷相，命其徹查個怠政官員，廷相彙列奏聞，開具順天府尹邵錫、密雲副使高金等七十二員，張承祚亦在其中。審訊之後，錫降二級調外任，高金、張承祚等均黜為民。